# 죽기 전에 꼭 들어야 할 앨범 1001
《죽기 전에 꼭 들어야 할 앨범 1001》(영어: 1001 Albums You Must Hear Before You Die)은 2005년에 유니버셜 퍼블리싱을 통해 발매된 음악 참고서다. 음악 비평진들이 가장 중요하고, 영향력 있으며, 1950년대와 2000년대 최고의 음반을 선정하여, 그 음반에 대해 저술하고 편집했다. 《타임 아웃》, 《보그》에서 일한 바 있는 로버트 다이머리가 편찬했다. 대한민국에서는 2006년 8월 21일 마로니에북스를 통해 편찬했다.
퀸테센스 에디션에서 시리즈의 일환으로, 가장 최근에 발매된 책은 1955년과 2016년 사이의 음반을 다루고 있다. 책은 연대순으로 정렬되어 있으며, 프랭크 시나트라의 《In the Wee Small Hours》부터 시작한다. 그리고 이 최근판에는 데이비드 보위의 《Blackstar》가 들어가 있다.

## 비평
2006년 2월, 《퍼블리셔스 위클리》는 책을 "...음악에 미친 마니아를 위한 책꽂이를 박살낼 성서"라고 불렀으며, "...는 어떤 미친 사람이든 만족할 포괄적인 '최고의' 것을 담고 있다."고 적었다. 계속해서, "음악 애호가라면, 이보다 좋은 게 없다."고 평했다. 2006년판은 2015년 4월 30일 기준, 아마존닷컴의 굿리즈에서 860명이 평가하여 산출된 평균 점수에서 5점 만점에 3.92점을 얻었다. 같은 판이, 아마존닷컴에서는 55개의 리뷰를 기반으로 5개 만점에 3.5개의 별을 받았다.

## 장르
책은 로큰롤, 재즈, 훵크, 펑크, 디스코, 솔, 힙합, 실험 음악과 월드 뮤직, 그리고 광범위한 영향력을 행사한 댄스 뮤직 등 수많은 음악 장르의 음반을 다루고 있다.

## 같이 보기
- 롤링 스톤 역사상 가장 위대한 음반 500장